# 81-мм миномёт M252
M252 — 81-мм миномёт.
Поступил на вооружение армии США в 1987 году. Представляет собой одну из версий английского миномёта L16. Используется на батальонном уровне, в американской армии M252 имеются в лёгких пехотных, воздушно-десантных, воздушно-штурмовых и батальонах морской пехоты (мотопехота использует более тяжёлый 120-мм миномёт) в количестве от 4 до 8. Опорная плита сконструирована таким образом, что позволяет разворачивать миномёт на 360°. Расчёт в армии США состоит из 5 человек.

## ТТХ
- Масса мины: 4,2 кг
- Минимальная дальность стрельбы: 83 м
- Максимальная дальность, м: 5600

Миномёт разбирается для переноса на 4 части - ствол (вес - 16 кг), двунога (12 кг), опорная плита (13 кг) и прицел (1,1 кг).

## Варианты и модификации
- M252A1 - была представлена в 2011 году. Снижение количества деталей и использование лёгких материалов позволило уменьшить общий вес на 14% (6,8 кг). В ближайшие несколько лет планируется, что все M252 в армии США будут заменены на M252A1.

## Страны-эксплуатанты
- США
- Латвия — в 2012 году 10 шт. получено из США[1]
- Эстония — 9 ноября 2010 года США передали эстонской армии первые 12 шт. миномётов[2][3], в дальнейшем их количество было увеличено до 80 шт[4].